# Nymphon brevirostre
Espèce
Nymphon brevisrostre est une espèce de pycnogonide de la famille des Nymphonidés.

## Description
Il est très proche du Nymphon grêle, bien que légèrement plus petit.
Il s'en différencie par une trompe un peu plus courte, et surtout par le dernier article des palpes du céphalon (pédipalpe) qui est bien plus long que l'article précédent.

## Répartition et habitat
On retrouve Nymphon brevirostre dans les eaux froides européennes entre la Norvège arctique et les côtes bretonnes.
Il est très présent sur les côtes britanniques.

## Liste des sous-espèces
- Nymphon brevirostre brevirostre (Hodge, 1863)
- Nymphon brevirostre okhotikum Turpaeva, 2004

## Référence
- Hodge, 1863 : Report on the Pycnogonoidea, with description of two new species. Transactions of the Tyneside Naturalists Field Club, vol. 5, p. 281-283.